# WinZip
WinZip  é um dos mais populares programas de compactação utilizados pelos usuários da plataforma Windows.  Ele é um software proprietário desenvolvido pela WinZip Computing, Inc (desde 1991), com a finalidade de compactar arquivos para o formato .zip (reduzindo o tamanho dos mesmos). Também faz a descompactação de vários outros formatos, além do zip.
É possível criptografar os arquivos compactados pelo software, obrigando a utilização de uma senha para ler e descompactar arquivos. Da versão (12.1) em diante, pode-se usar criptografia de 128-bit e 256-bit AES.
Foi adicionado também o suporte para os formatos BZ2 e RAR (apenas leitura e descompressão).
O software WinZip está disponível para a plataforma Windows 9x ou posterior.

## História
O formato do arquivo (PKZIP) foi inventado originalmente para o DOS em 1989 por Phil Katz e sua companhia PKWare. Contudo devido ao fato que PKWare não protegeu o nome e o algoritmo do processo por uma patente, e com a demora da PKWare em lançar uma versão para Windows, a WinZip Computing Inc. eventualmente aproveitou a oportunidade e lançou o WinZip para Windows.

## Formato ZIPX
Desde a versão 12.1, o WinZip trás suporte para o novo formato de compressão para Windows, o ZIPX. Esse formato possui taxas de compactação superiores ao formato ZIP, além de não comprometer a velocidade na hora de compactar.

## Formatos suportados

### Leitura
- .ARC (necessita do programa ARC, ARCE(ARC-E), PKXARC ou PKUNPAK)
- .ARJ (necessita do programa ARJ)
- .ZIP
- .ZIPX
- .7Z
- .B64
- .BHX
- .BZ
- .BZ2
- .CAB
- .EXE (ficheiro self-extract que tenha sido criado pelo WinZip)
- .GZ
- .HQX
- .HWX
- .IMG
- .ISO
- .LHA
- .LZH (necessita do programa LZA)
- .MIM
- .RAR
- .TAR
- .TAZ
- .TBZ
- .TBZ2
- .TGZ
- .TZ
- .UU
- .UUE
- .XXE
- .Z

### Escrita
- .ARJ (necessita do programa ARJ)
- .BINHEX
- .CAB
- .EXE (ficheiro self-extract)
- .HQX
- .UUE
- .UUNCODE
- .ZIP
- .ZIPX